# Klasse (Mengenlehre)
Als Klasse gilt in der Mathematik, Klassenlogik und Mengenlehre eine Zusammenfassung beliebiger Objekte, definiert durch eine logische Eigenschaft, die alle Objekte der Klasse erfüllen. Vom Klassenbegriff ist der Mengenbegriff zu unterscheiden. Nicht alle Klassen sind automatisch auch Mengen, weil Mengen zusätzliche Bedingungen erfüllen müssen. Mengen sind aber stets Klassen und werden daher auch in der Praxis in Klassenschreibweise notiert.

## Zur Geschichte
In der Mathematik des 19. Jahrhunderts wurden die Begriffe „Klasse“ und „Menge“ weitgehend synonym verwendet und waren ungenügend festgelegt, was zu widersprüchlichen Interpretationen führte. Im 20. Jahrhundert wurden sie im Zuge der Axiomatisierung der Mengenlehre getrennt und nach und nach präzisiert. Der Begriff „Klasse“ wird seither oft umfassender als der Begriff „Menge“ verwendet.
Klassen unterliegen keinen Einschränkungen in ihrer Bildung oder Definition. Sie dürfen aber oft nur eingeschränkt verwendet werden, damit nicht die Widersprüche der naiven Mengenlehre entstehen. Zum Beispiel darf nicht jede Klasse Element von Mengen sein. Nur ein unsachgemäßer Umgang mit Klassen ist daher problematisch und erzeugt Widersprüche.

## Definitionen
Ist {\displaystyle A(x)} eine beliebige logisch korrekt gebildete Aussage mit der Variablen {\displaystyle x}, so wird die Gesamtheit aller Objekte {\displaystyle x}, die die Aussage {\displaystyle A(x)} erfüllen, als eine Klasse bezeichnet und als {\displaystyle \{x\mid A(x)\}} oder {\displaystyle \{x:A(x)\}} notiert. Ferner gilt die Definition {\displaystyle \{y\mid A(y)\}=\{x\mid A(x)\}} für Variablen {\displaystyle y}, die in der Aussage {\displaystyle A(x)} nicht vorkommen; {\displaystyle x} und {\displaystyle y} sind hier gebundene Variablen.
Klassen in dieser Darstellung und Schreibweise werden in der Mathematik-Praxis heute überall verwendet, unabhängig davon, welche axiomatische Grundlage vorausgesetzt wird. Für ihre Anwendung ist es also nicht entscheidend, ob die Zermelo-Fraenkel-Mengenlehre (ZF) oder die Neumann-Bernays-Gödel-Mengenlehre (NBG) oder ein anderes Axiomensystem zugrunde gelegt wird. In ZF und NBG sind aber Klassen {\displaystyle \{x\mid A(x)\}} keine offiziellen Terme, sondern werden nur zur praktischen Darstellung benutzt; dort liegt also genau genommen eine inoffizielle Klassenschreibweise vor, die nicht streng zur formalen Sprache gehört. Erst durch zusätzliche Axiomenschemata werden sie in die logische Sprache korrekt einbezogen, in ZF durch folgende drei Prinzipien:
(1) Das Abstraktionsprinzip erfasst die in der Definition genannte Klasseneigenschaft:
{\displaystyle \forall y\colon (y\in \{x\mid A(x)\}\iff A(y))}
(2) Das Extensionalitätsprinzip beschreibt die Gleichheit von Klassen durch Übereinstimmung ihrer Elemente:
{\displaystyle A=B\iff \forall x\colon (x\in A\iff x\in B)}
N.B.: Dieses Extensionalitätsprinzip hat freie Variablen für Klassen (Großbuchstaben). Es impliziert das quantifizierte Extensionalitätsaxiom für Mengen in ZF.
(3) Das Komprehensionsprinzip legt die Existenz einer Klasse als Element fest:
{\displaystyle \{x\mid A(x)\}\in B\iff \exists y\colon (y=\{x\mid A(x)\}\land y\in B)}
Mit diesen drei Prinzipien können umständliche Formeln der prädikatenlogischen ZF-Sprache in bequeme und verständlichere Formeln mit Klassen übersetzt werden. Sie können als Zusatzaxiome für sogenannte virtuelle Klassen (s. u.) aufgefasst werden. Sie gelten auch bei der Verwendung von Klassentermen (s. u.) im Rahmen einer Klassenlogik; dort besagt aber ein Klassenterm gar nichts über die Existenz einer Klasse! Die Klassenlogik ist daher nur ein syntaktisch reichhaltiger logischer Rahmen, der eine bequemere optimierte Darstellung erlaubt und es gestattet, beliebige Klassen ohne die Gefahr eines Widerspruchs in jeden Kontext einzusetzen. Klassenvariablen sind hier freie Variablen; in gebundene Variablen können dagegen nur Elemente eingesetzt werden, speziell auch alle Mengen, die das Kriterium im Komprehensionsprinzip erfüllen müssen.
Klassen können mit denselben Operatoren wie Mengen verknüpft werden, nämlich mit den Operatoren eines booleschen Verbands {\displaystyle \cap } und {\displaystyle \cup } und mit dem Elementprädikat {\displaystyle \in }. Genauso sind auf Klassen auch die in der Mengenlehre üblichen Definitionen übertragbar, etwa das Teilprädikat {\displaystyle \subseteq }, die Potenz {\displaystyle {\mathcal {P}}(A)}, die Vereinigung {\displaystyle \bigcup A}, den Durchschnitt {\displaystyle \bigcap A}, das kartesische Produkt {\displaystyle A\times B} oder geordnete Paare {\displaystyle (A,B)}. Es gelten dann auch alle grundlegenden Sätze; manche speziellen Sätze der Mengenlehre, die gewisse Mengenbildungen (existente Klassen) voraussetzen, gelten aber nicht, weil Mengen in verschiedenen Mengenlehren unterschiedlich definiert sind. Es gilt aber immer, dass jede Menge eine Klasse ist. Die Umkehrung gilt jedoch nicht, weil wegen der Widersprüche der naiven Mengenlehre nicht alle Klassen auch Mengen sind.

## Echte Klassen
Klassen, die keine Mengen sind, heißen üblicherweise echte oder eigentliche Klassen. Das heißt, echte Klassen erfüllen gewisse Axiome der Mengenlehre nicht, wobei meist die Axiome der Zermelo-Fraenkel-Mengenlehre (ZF) gemeint sind, aber prinzipiell auch andere axiomatische Mengenlehren in Frage kommen. Zu den echten Klassen gehören insbesondere alle Klassen, die kein Element einer anderen Klasse oder Menge sein können, da zur Menge {\displaystyle x} immer die Menge {\displaystyle \{x\}} gebildet werden kann.
Beispiele für echte Klassen:
- Die Klasse aller Objekte, die sogenannte Allklasse: {\displaystyle \{x\mid x=x\}}. In der Mengenlehre ist dies die Klasse aller Mengen.
- Die Klasse aller Mengen, die sich nicht selbst als Element enthalten, die sogenannte Russellsche Klasse: {\displaystyle \{x\mid x\notin x\}}. In der Zermelo-Fraenkel-Mengenlehre (ZF) ist diese gleich der Allklasse.
- Die Klasse aller einelementigen Mengen.
- Die Klasse aller Ordinalzahlen.
- Die Klasse aller Kardinalzahlen.
- Die Klasse aller Objekte einer bestimmten Kategorie ist oft eine echte Klasse, zum Beispiel die Klasse aller Gruppen oder die Klasse aller Vektorräume über einem Körper. Aus dem Beispiel der Klasse aller einelementigen Mengen folgt, dass bereits die Klasse aller trivialen Gruppen eine echte Klasse ist. Aber da auch zu jeder Kardinalzahl eine Gruppe dieser Ordnung bzw. ein Vektorraum dieser Dimension existiert, gibt es auch keine äquivalente Unterkategorie, deren Objekte eine Menge bilden. Dagegen ist die volle Unterkategorie der Vektorräume {\displaystyle K^{n}} für natürliche {\displaystyle n} äquivalent zur Kategorie aller endlichdimensionalen Vektorräume.
- Die Klasse der surrealen Zahlen. Diese hat alle Eigenschaften eines Körpers, außer der Eigenschaft, eine Menge zu sein.
- Quine-Individuen mit {\displaystyle \{x\}=x}.[6] Sie verletzen in der Mengenlehre das Fundierungsaxiom.

Informell kann man sagen, dass eine Klasse echt ist, wenn sie „zu groß“ ist, um eine Menge zu sein; daher spricht man auch inoffiziell von „Unmengen“ in Anspielung auf die umgangssprachliche Bedeutung einer unüberschaubaren Menge. So ist etwa die Klasse aller ganzen Zahlen eine Menge – zwar unendlich groß, aber doch handhabbar; die Klasse aller Gruppen hingegen, sowie die Klasse aller Mengen, sind „zu groß“ und daher echte Klassen.
Die Umkehrung, dass echte Klassen immer „zu große“ Klassen sind, gilt nicht unbedingt, denn es gibt in gewissen Mengenlehren auch kleine echte Klassen, wie das letzte Beispiel belegt. Besonders in Mengenlehren, wo das Aussonderungsschema nicht bedingungslos gilt, wie etwa der New Foundations, können echte Klassen sogar Teilmengen von Mengen sein.
Echte Klassen unterliegen nicht den Mengenaxiomen. Zum Beispiel verletzt die Potenz der Allklasse Cantors zweites Diagonalargument für Potenzmengen; diese Cantorsche Antinomie nützte Cantor zum indirekten Beweis dafür, dass die Allklasse keine Menge, sondern eine echte Klasse ist. Auch andere Paradoxa der naiven Mengenlehre beweisen indirekt, dass eine bestimmte Klasse echt ist: So wird das Burali-Forti-Paradoxon ein Beweis für die Echtheit der Klasse aller Ordinalzahlen und die Russellsche Antinomie ein Beweis für die Echtheit der Russellschen Klasse.

## Virtuelle Klassen
Virtuelle Klassen wurden von Willard Van Orman Quine eingeführt als Klassenformeln {\displaystyle \{x\mid A(x)\}}, die keine selbständigen Terme sind, sondern Teilformeln in festgelegten logischen Kontexten. Diese Technik wandte er an, weil die ZF-Mengenlehre standardmäßig auf einer Prädikatenlogik mit Elementprädikat aufgebaut wird und streng genommen keine Klassenterme der Form {\displaystyle \{x\mid A(x)\}} hat; diese sind dort nicht korrekt definierbar, weil als Formeln nur prädikatenlogische Aussagen zur Verfügung stehen. Drei festgelegte Kontexte für virtuelle Klassen sind die oben genannten Prinzipien (1)(2)(3). Sie erweitern die ZF-Mengensprache so, dass alle Mengen als Klassen notiert werden können; man kann aber auch alle echten Klassen virtuell notieren, auch wenn sie in ZF keine existenten Objekte sind.

## Klassenterme
Wählt man statt einer Prädikatenlogik eine Klassenlogik als Basis, dann wird jede beliebige Klasse {\displaystyle \{x\mid A(x)\}} zum korrekten, vollwertigen Term. Dies ist beispielsweise in der Oberschelp-Mengenlehre möglich, die eine Weiterentwicklung der Quine-Mengenlehre zu einer ZFC-Klassenlogik ist. Diese Basis kann man genauso auch für NBG wählen. Erst solche klassenlogischen Versionen der Mengenlehre bieten den optimalen Komfort für eine präzise Mengensprache, die der mathematischen Praxis in jeder Hinsicht gerecht wird. Auch hier gelten die oben genannten Prinzipien (1)(2)(3), insbesondere das quantifizierte Abstraktionsprinzip (1). Es gilt aber nicht das naive allgemeinere und unquantifizierte Abstraktionsprinzip {\displaystyle y\in \{x\mid A(x)\}\iff A(y)} von Frege, da es wegen der freien Variablen {\displaystyle y} widersprüchlich ist und durch Einsetzen der Russellschen Klasse die Russellsche Antinomie erzeugt.